# Олонецкий уезд
Оло́нецкий уе́зд — территориально-административная единица в западной части Олонецкой области Новгородского наместничества (затем Олонецкой губернии) Российской империи, Карельской трудовой коммуны и Автономной Карельской ССР РСФСР.
С 1801 года уездный центр — город Олонец.

## География

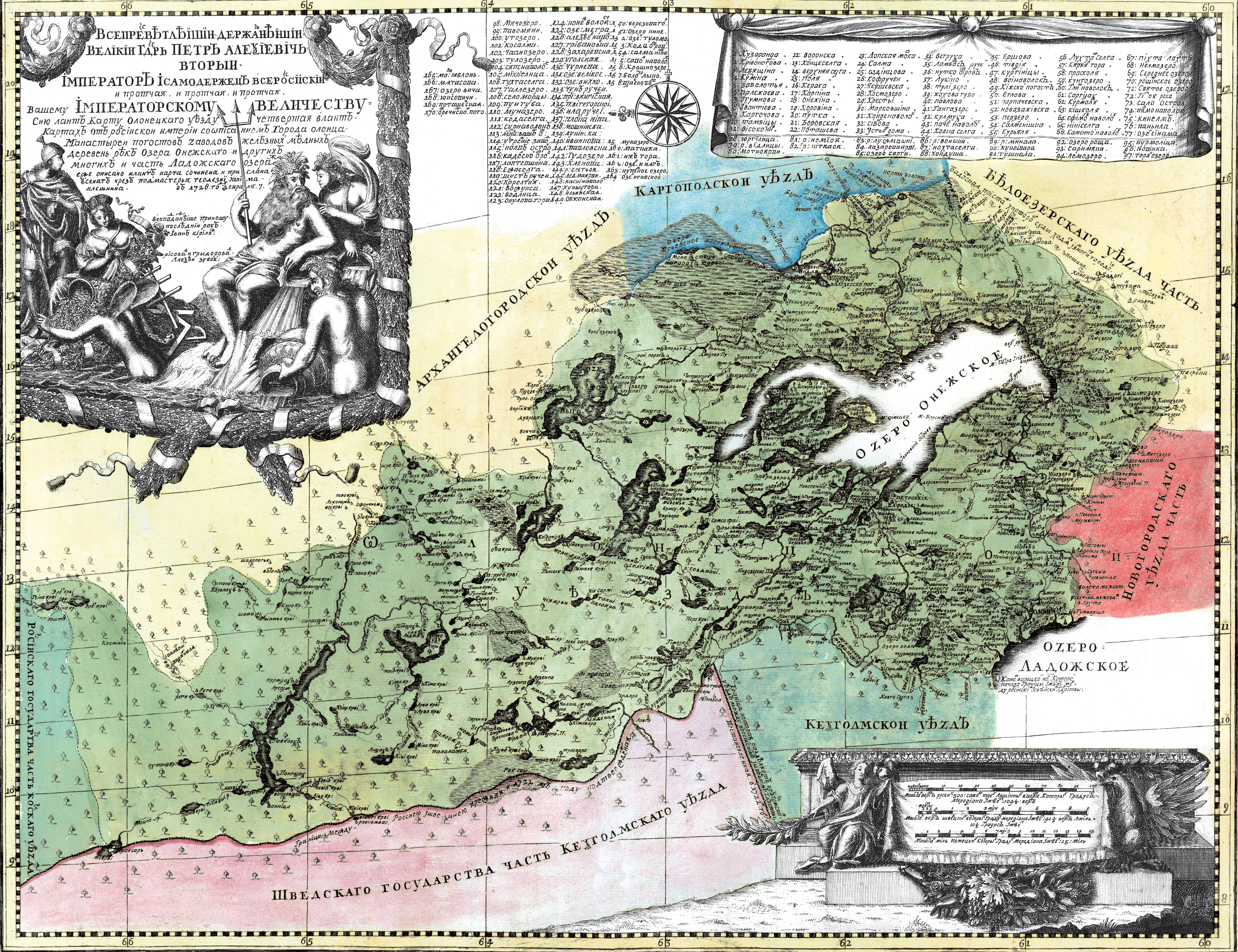
Олонецкий уезд. Атлас Всероссийской империи И. К. Кирилова. 1722—1737 гг.

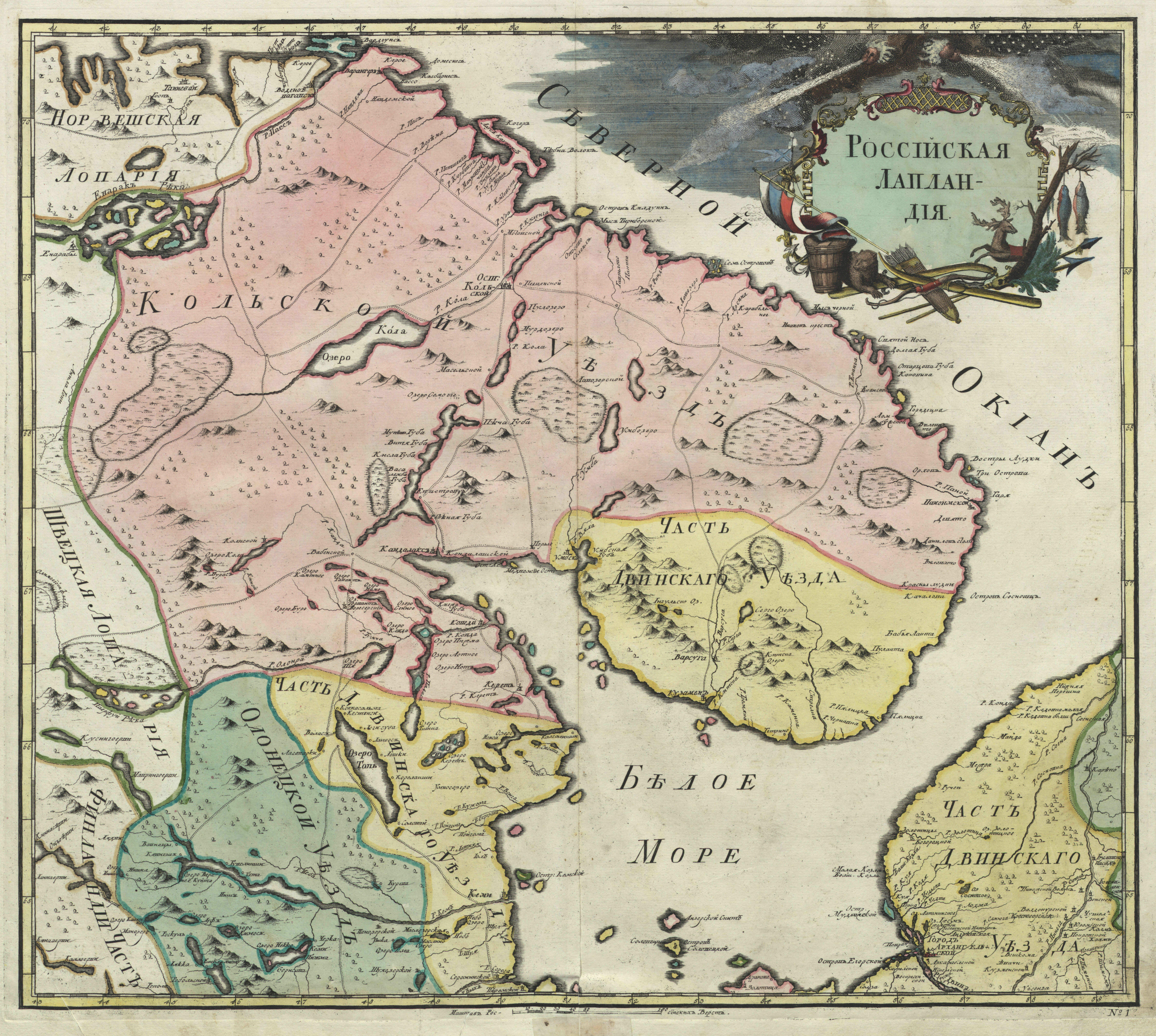
Север Олонецкого уезда, 1745 год

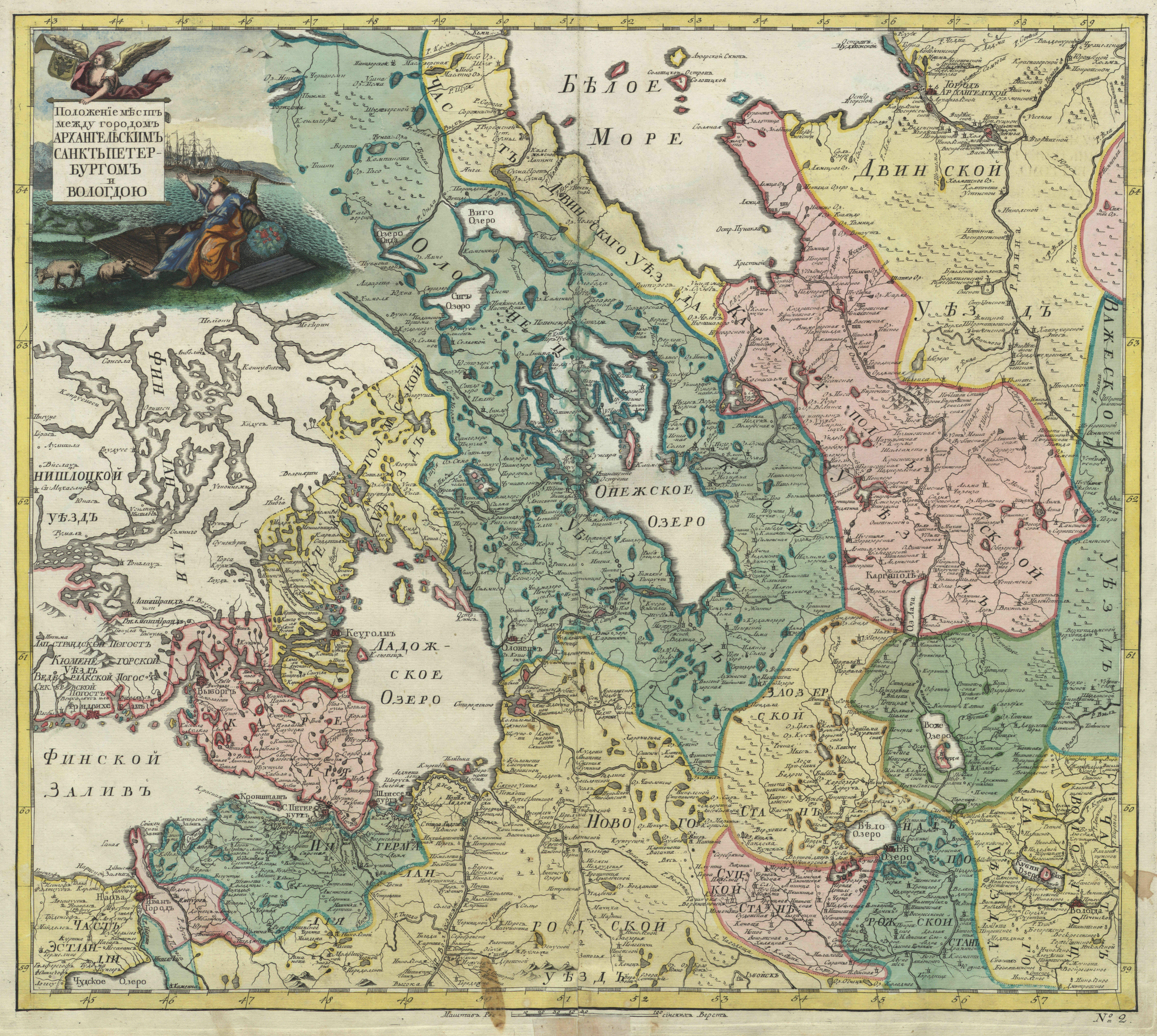
Юг Олонецкого уезда, 1745 год

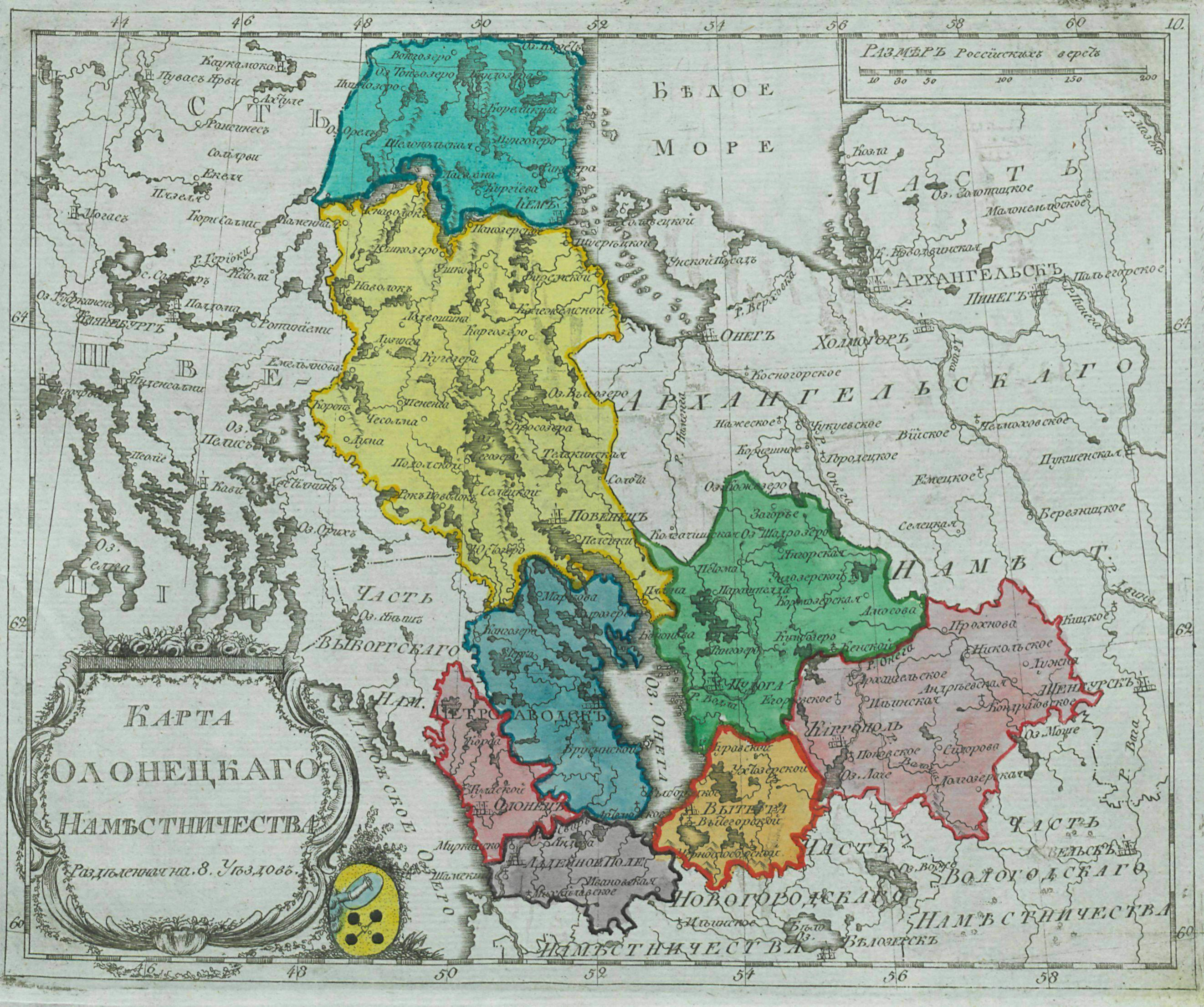
Олонецкий уезд, 1792 год

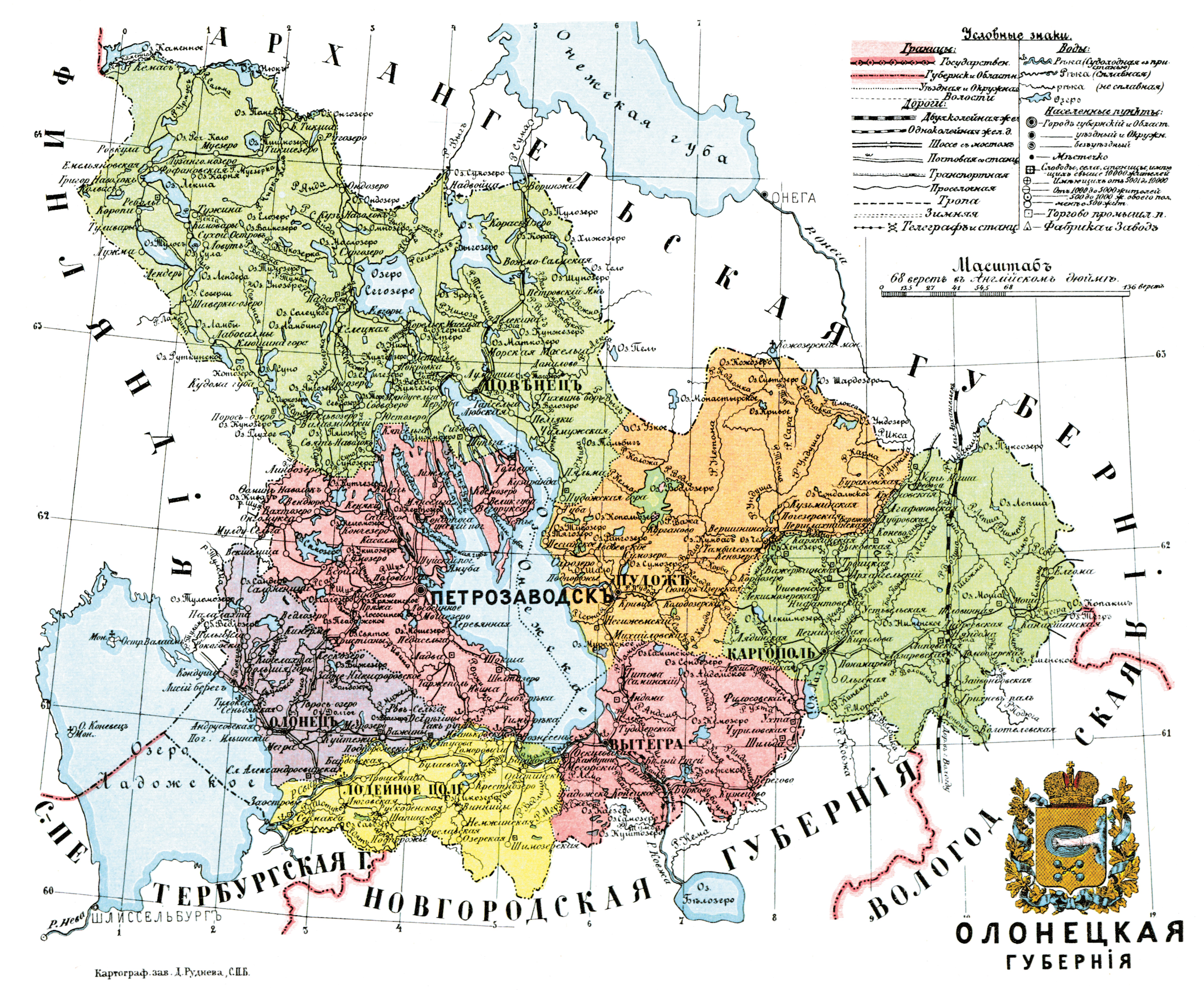
Олонецкий уезд, 1913 год

Поверхность ровная, только в восточной части проходит невысокий и пологий водораздел, отделяющий на востоке притоки Онежского озера, а на западе притоки Ладожского. Почва уезда преимущественно глинистая и песчаная, отчасти каменистая.
Орошение обильное. Все реки уезда принадлежат к бассейну Ладожского озера. По южной границе протекает Свирь, принимающая в пределах уезда реку Важинку; в Ладожское озеро текут реки Обжа, Тулокса, Олонка, Видлица и др. Кроме Свири судоходна только Олонка на 24,5 км (23 версты) от устья.
Из озёр наиболее значительные: Ведлозеро — 70,42 км² (66 кв. верст), Важозеро — 24,33 км² (22,8 кв. версты), Долгое — 11,84 км² (11,1 кв. верст), Нялмозеро — 10,24 км² (9,6 кв. верст), Пидьмозеро — 10,45 км² (9,8 кв. верст), Тулмозеро — 30,73 км² (28,8 кв. верст).
Болота встречаются повсеместно, занимают большие пространства и в основном покрыты лесом, самое большое болото до 107 км (до 100 верст) в окружности), в середине совсем непроходимое, лежит в Кондушской волости на границе Лодейнопольского уезда.
Лесами, особенно хвойными, уезд богат, за исключением местностей, прилегающих к рекам Свирь и Олонка.
Площадь — 11958,9 км² (11020,8 вёрст²), в том числе под озёрами, считая часть Ладожского озера, 3102,1 км² (2907,3 версты²).

## История
По состоянию на начало XX века Олонецкий уезд располагался в юго-западной части Олонецкой губернии и граничил с Выборгской губернией на северо-западе, с Петрозаводским уездом на северо-востоке, с Лодейнопольским уездом на юге.
Станов — 2, волостей — 8, участков земских начальников — 2. Селений 612, дворов 6553. Приходов 29.
Состав Олонецкого уезда по сведениям за 1905 год:
- Важинская волость (административный центр — дер. Скуратова)
- Ведлозерская волость (административный центр — Речное устье (при Мельницах))
- Видлицкая волость (административный центр — дер. Видлицкий Погост)
- Коткозерская волость (административный центр — дер. Погосткая)
- Мятусовская волость (административный центр — дер. Мятусово)
- Неккульская волость (административный центр — дер. Неккулицы)
- Рыпушкальская волость (административный центр — дер. Рыпушкалицы)
- Туломозерская волость (административный центр — дер. Палалахта)

Постановлением ВЦИК и СНК РСФСР от 4 августа 1920 года в населённых карелами местностях Олонецкой и Архангельской губерний была образована Карельская трудовая коммуна, в состав которой был включен Олонецкий уезд.

## Экономика
Бюджет земства 42083 руб. (на 1896 г.), в том числе на медицинскую и ветеринарную часть 11500 руб., на народное образование 10331 руб. Мирские расходы крестьян в 1891 г. 14885 руб.

### Полезные ископаемые
- озерные и болотные железные руды
- красный железняк
- магнитный железняк
- железный блеск
- медная руда
- медный колчедан
- жёлтая охра
- голубая глина.

### Земельные угодья
Из 1081427 га под пашнями — (в 1881 г.) 27941 га (2,6 %), лесной площади — 647830 га (59,9 %), под лугами, выгонами и остальными удобными землями — 58273 га (5,4 %), неудобных земель 347372 га (32,1 %). Бывшим государственным крестьянам отведён надел в 448887 га.
Лошадей 6831, рогатого скота 16238 голов, овец 12410, свиней 2165.

### Промышленность
Ярмарок 3. Заводы: 27 кожевенных, 1 меховой, 2 железопередельных, 1 древесно-массный (картонный) и 1 ремонтная мастерская (судов), все вместе с производством на 70000 руб. и с 178 рабочими.

### Транспорт
Общее протяжение проезжих дорог 368 км.

### Занятость населения
Основное занятие жителей — земледелие, но оно далеко не обеспечивало населения. Хозяйство преимущественно трёхпольное. Сеяли рожь, овес, ячмень; много репы и картофеля. В 1895 году снято: ржи 7361,7 тонн, овса 12317,8 тонн, ячменя 1427 тонн, картофеля 5140,5 тонн. Много болот по берегам Олонки и её притока Туксы осушено и обращено в луга. Кроме земледелия и скотоводства средства к существованию давали: рыбная ловля, охота, рубка и сплав леса, работа на заводах, извоз, постройка судов, выделка кирпича, кузнечный промысел, выделка телег, кабриолетов и саней, изделия из соломы, производство деревянной посуды.

## Демография
К 1 января 1896 года жителей, не считая города, было 40684 (20033 мужчины, 20651 женщина): дворян 12, белого духовенства с семействами 242, монашествующих 74, почётных граждан и купцов 49, мещан 172, военных запасных и отставных 2100, крестьян 37481, финляндцев 520, прочих сословий 34. Православных 40229, раскольников 4, католиков 7, лютеран 444.
Преобладающее население уезда — карелы (карельский язык родной для 29283 чел.), сохраняющие свой язык (даже в самом Олонце жители больше говорили на карельском языке, чем на русском), но во всём остальном подчинившиеся русскому влиянию. Русские (русский язык родной для 11773 чел.), потомки ладожских новгородских колонистов, поселившихся здесь уже в XII столетии, занимают юго-восточную часть уезда, ближе к берегам Свири. Финнов 500, чуди 88, немцев и поляков 20.
Население по состоянию
- на 1842 год — 29623 жителей
- на 1873 год — 31551 жителей
- на 1897 год — 39990 жителей
- на 1905 год — 41276 жителей

## Религиозные и образовательные учреждения
Монастыри: Александро-Свирский монастырь и пустыни Андрусова на берегу озера Ладожского, Сяндебская при озере Сяндебском и Задненикифорская при озере Важезере (все три основаны в XVI столетии учениками преподобного Александра Свирского). Православных церквей 64 (19 каменных), часовен 168.
Училищ министерских 6, земских 9, церковно-приходских 10, школ грамоты 10. Учащихся — 1070 мальчиков и 290 девочек.